# FP (linguagem de programação)
FP (de Function Programming) é uma linguagem de programação criada por John Backus para suportar o paradigma da programação em nível funcional. Isso permite a eliminação de variáveis nomeadas.

## Panorama
Os valores que os programas em FP mapeiam em outros compreendem um conjunto  fechado em formação seqüencial:
```
Se 
x
1
,...,
x
n
 são 
valores
, então a 
sequência
 〈
x
1
,...,
x
n
〉 também é um 
valor
```

Esses valores podem ser construídos a partir de qualquer conjunto de átomos: booleanos, inteiros, reais, caracteres, etc:
```
boolean
   : {
T
, 
F
}

integer
   : {0,1,2,...,∞}

character
 : {'a','b','c',...}

symbol
    : {
x
,
y
,...}
```

⊥ é o valor indefinido, ou base. Seqüências são preservadoras da base:
```
〈
x
1
,...,
⊥
,...,
x
n
〉  =  
⊥
```

Programas em FP são funções f, sendo que cada uma mapeia um valor único x em outro:
```
f
:
x
 representa o 
valor
 que resulta da aplicação da 
função
 
f
 
    ao 
valor
 
x
```

Funções podem ser primitivas (isto é, embutidas no ambiente de FP) ou construídas a partir de primitivas por operações de formação de programas (também chamadas Funcionais).
Um exemplo de função primitiva é constant, que transforma um valor x em uma função de valor constante x̄. Funções são estritas:
```
f
:
⊥
 = 
⊥
```

Outro exemplo de uma função primitiva é o seletor de família de funções, denotado por 
1,2,... onde:
```
1
:〈
x
1
,...,
x
n
〉  =  
x
1

i
:〈
x
1
,...,
x
n
〉  =  
x
i
  se  0 < 
i
 ≤ n
              =  ⊥   em caso contrário
```

## Funcionais
Em contraste com funções primitivas, funcionais operam em outras funções. Por exemplo, algumas funções têm um valor de unidade (elemento neutro), tal como 0 para adição e 1 para a multiplicação. A unidade funcional produz tal valor quando aplicada a uma função f que tem um:
```
unit +
   =  0

unit ×
   =  1

unit foo
 =  ⊥
```

Estes são os núcleos funcionais de FP:
```
composição
  
f
°
g
        onde    
f
°
g
:
x
 = 
f
:(
g
:
x
)
```

```
construção
 [
f
1
,...
f
n
] onde   [
f
1
,...
f
n
]:
x
 =  〈
f
1
:
x
,...,
f
n
:
x
〉
```

```
condição
 (
h
 ⇒ 
f
;
g
)    onde   (
h
 ⇒ 
f
;
g
):
x
   =  
f
:
x
   if   
h
:
x
  =  
T

                                             =  
g
:
x
   se   
h
:
x
  =  
F

                                             =  
⊥
    caso contrário
```

```
aplicação a todos
  
α
f
       onde   
α
f
:〈
x
1
,...,
x
n
〉  = 〈
f
:
x
1
,...,
f
:
x
n
〉
```

```
inserção à direita
  /
f
       onde   /
f
:〈
x
〉             =  
x

                       e     /
f
:〈
x
1
,
x
2
,...,
x
n
〉  =  
f
:〈
x
1
,/
f
:〈
x
2
,...,
x
n
〉〉
                       e     /
f
:〈 〉             =  
unit f
```

```
inserção à esquerda
  \
f
       onde   \
f
:〈
x
〉             =  
x

                      e     \
f
:〈
x
1
,
x
2
,...,
x
n
〉  =  
f
:〈\
f
:〈
x
1
,...,
x
n-1
〉,
x
n
〉
                      e     \
f
:〈 〉             =  
unit f
```

## Funções Equacionais
Além de ser construída a partir de funcionais primitivas, uma função pode ser definida recursivamente por uma equação, o tipo mais simples sendo:
```
f
 ≡ 
E
f
```

onde E'f é uma expressão construída  partir de primitivas, outras funções já definidas, e o próprio símbolo de função f, usando funcionais.